# Karl Gottfried Jacobitz
Karl Gottfried Jacobitz (* 7. Dezember 1807 in Zittau; † 17. Januar 1887 in Leipzig) war ein deutscher Lehrer und Altphilologe.

## Leben
Er wurde am 7. Dezember 1807 in Zittau als Sohn eines Bürgers und Tuchfabrikanten geboren. Er besuchte von 1821 bis 1828 das Zittauer Gymnasium.
Er studierte danach auf der Universität Leipzig Philologie. Er war Mitglied des Königlichen philologischen Seminars und der griechischen Gesellschaft Gottfried Hermanns und erlangte am 3. März 1835 die philosophische Doktorwürde.
Im Jahr 1838 wurde er besonders auf Stallbaums Anregung Hilfslehrer an der Thomasschule und erhielt hier 1843 eine feste Anstellung. 1857 vertauschte er die Stellung eines fünften Kollegen, die er dort seit 1848 bekleidete, mit derselben Stelle an der Nikolaischule, die eben durch Kreußlers Weggang frei geworden war. Er rückte 1866 zum dritten, 1870 zum zweiten Oberlehrer auf und trat 1873 in den Ruhestand.
Er starb am 17. Januar 1887, zwei Jahre nach der Feier des 50-jährigen Doktorjubiläums.

## Veröffentlichungen
- Lucian, Luciani Cataplus, Jupiter confutatus, Jupiter tragoedus, Alexander. 1835.
- mit Ernst Eduard Seiler: Handwörterbuch der griechischen Sprache. 1839–1846.
- mit E. E. Seiler: Griechisch-deutsches Wörterbuch zum Schul- und Privatgebrauch. 1. Auflage. 1850.